# Sisinio González Martínez
Sisinio González Martínez známý jako Sisi (* 22. dubna 1986, Albacete, Španělsko) je španělský fotbalový záložník a bývalý mládežnický reprezentant, který působí v současnosti v polském klubu Lech Poznań. Hraje na kraji zálohy.

## Klubová kariéra
- Albacete Balompié (mládež)
- Valencia CF (mládež)
- Valencia CF 2003–2008
- →  Hércules CF (hostování) 2004–2006
- →  Real Valladolid (hostování) 2006–2008
- Recreativo de Huelva 2008–2009
- Real Valladolid 2009–2012
- CA Osasuna 2012–2015
- Suwon FC 2015–2016
- Lech Poznań 2016[2]
- PAE Véroia 2016
- FC Gifu 2017–

## Reprezentační kariéra
Reprezentoval Španělsko v mládežnických kategoriích včetně U21.
Zúčastnil se Mistrovství světa hráčů do 17 let 2003 ve Finsku, kde mladí Španělé podlehli ve finále Brazílii 0:1.